# حزب الخضر الليبرالي
حزب الخضر الليبرالي في سويسرا يُختصر إلى جي إل بّي، هو حزب سياسي ليبرالي أخضر وسطي في سويسرا، تأسس في عام 2007 ويشغل 16 مقعدًا في الجمعية الاتحادية منذ انتخابات أكتوبر من عام 2019.
شُكل الحزب في 19 يوليو من عام 2007 على يد أربعة فروع كانتونية لحزب الخضر. خاض الحزب انتخابات أكتوبر عام 2007 في سانت غالن وزيورخ وفاز بثلاثة مقاعد في المجلس الوطني. فاز الحزب بعد شهر من ذلك بمقعد في مجلس الولايات، مع تمثيل فيرنا دينير زيورخ. انتشر الحزب منذ ذلك الحين عبر سويسرا وشغل مقاعدًا في ثلاث عشرة هيئة تشريعية كانتونية في سويسرا الناطقة بالألمانية والروماندية. وصل الحزب إلى 5.4% في الانتخابات الفيدرالية لعام 2011، وازداد عدد أعضاء المجلس الوطني من 3 إلى 12، لكنه عانى من انتكاسة في عام 2015 إذ تراجع إلى 7 مقاعد رئيسية بنسبة 4.65 من الأصوات الوطنية.
الليبراليون الخضر هم حزب الوسط السياسي، على عاكس حزب الخضر اليساريين. يسعى الليبراليون الخضر إلى الجمع بين الليبرالية في الحريات المدنية والليبرالية الاقتصادية المعتدلة والاستدامة البيئية. يمتلك الحزب مجموعة برلمانية مستقلة في الجمعية الاتحادية لسويسرا منذ الانتخابات الفيدرالية في عام 2001.

## لمحة تاريخية
تأسس الحزب في 19 يوليو من عام 2007 من قبل أربعة أحزاب كانتونية تحمل الاسم نفسه انفصلت عن حزب الخضر. كانت هذه الفروع في كل من ريف بازل وبرن وسانت غالن وزيورخ.
خاض الحزب الانتخابات في زيورخ وسانت غالن خلال الانتخابات التي حصلت في 22 أكتوبر من عام 2007 للمجلس الوطني. فاز الحزب بنسبة 1.4% من الأصوات الشعبية على مستوى البلاد وعلى 3 من أصل 200 مقعد، على الرغم من اقتصاره على كانتونيين فقط. حصل الحزب في زيورخ على 7% من الأصوات. كان أحد الثلاثة الحاصلين على المقاعد مستشارًا وطنيًا لحزب الخضر في البرلمان السابق.
بعد شهر من ذلك، فاز الحزب بمقعد في مجلس الولايات، وكانت حينها فيرينا دينير تمثل زيورخ. كانت هذه هي المرة الأولى التي يفوز بها حزب صغير بتمثيل مجلس الولايات منذ عام 1995، إلى جانب أن هذا كان الظهور الأول لحزب الخضر. انضم حزب الخضر الليبرالي إلى مجموعة المسيحيين الديمقراطيين وحزب الشعب الإنجيلي ومجموعة الليبراليين الخضر عند اجتماع الجمعية الفيدرالية، مما جعله ثاني أكبر مجموعة بعد حزب الشعب السويسري. حصل الحزب في عام 2010 على مقعد إضافي في مجلس الولايات مع ماركوس ستادلر من أوري.
يوجد الآن 18 حزبًا كانتونية: زيورخ وسانت غالن وبازل كونتري وبرن وتسوغ وتورغاو ومدينة بازل وغراوبوندن ولوتسيرن وأرجاو وسولوتورن وفريبورغ وفود وجنيف ونيوشاتيل وغلاروس وشفيتس وشافهوزن.

## الممثلون المنتخبون

### مجلس الولايات
لا شيء منذ انتخابات عام 2015.

### المجلس الوطني
- منذ انتخابات عام 2015:
- مارتن بومل
- كاثرين بيرتشي
- إيزابيل شيفالي
- بين فلاتش
- يورك غروسون
- تيانا انجيلينا موسر
- توماس ويبل

منذ 2019:
- دانيال فري